# Digestão anaeróbia
A digestão anaeróbia, ou também biogasificação ou biometanização, é um conjunto de processos em que os microorganismos degradam a matéria orgânica biodegradável na ausência de gás oxigênio. Esse processo é usado com o propósito tanto doméstico quanto industrial de gestão de resíduos e geração de energia e/ou fins industriais na produção de produtos lácteos, cerveja, e etanol e silagem.
Ocorre naturalmente em alguns solos e nos sedimentos no fundo dos corpos d'água, como rios, lagos, oceanos e pântanos, ou onde o oxigênio atmosférico não penetra.
Pode fazer parte do processo de tratamento de resíduo orgânico biodegradável e no tratamento de esgoto em ETEs. Se for incorporada no plano municipal de gestão integrada de resíduos sólidos ajuda a reduzir as emissões de gás de aterro para a atmosfera ao mesmo tempo em que se produz biogás, um substituinte do gás natural. Digestores anaeróbios também podem ser alimentados com biomassa cultivada com o propósito de se gerar gás metano, ou de se codigerí-lo com os outros resíduos citados anteriormente.
A digestão anaeróbia é amplamente usada como uma fonte de energia renovável. O processo produz biogás, uma mistura que consiste em metano, dióxido de carbono e traços de outros gases 'contaminantes'. Essa mistura pode ser usada diretamente como combustível no aquecimento de água, preparo de comida, e até para tocar motores, mas que tem sua eficiência melhorada se reformado para atingir o nível de qualidade de biometano. O efluente sólido e líquido resultante do processo é rico em nutrientes e pode ser usado na agricultura, desde livre de patógenos, metais pesados e outros.
Com a crescente necessidade de promoção de energias renováveis, juntamente com o aparecimento de novas tecnologias que baratearam os custos de produção, a digestão anaeróbia ganha cada vez mais destaque tanto em governos de países desenvolvidos da Europa como em países populosos como Índia e China.
Outro fator que auxilia na viabilidade econômica da biodigestão anaeróbia é a tendência dos países a adotarem leis que proíbem o envio de resíduos orgânicos aos aterros sanitários demandando tecnologias que ao mesmo tempo em que façam a gestão desses resíduos, aproveitem a energia que ainda está contida nas ligações covalentes do resíduo orgânico.

### Aspectos ambientais
A digestão anaeróbia tem papel fundamental na mitigação de impactos ambientais. Dentre os efluentes com maior potencial poluente, as águas residuárias oriundas da indústria de laticínios são particularmente problemáticas, em especial o soro de leite. O soro de leite é um subproduto altamente poluente, produzido no processo de coalha da produção de queijos. Com cargas elevadas de matéria orgânica (até 80 g L⁻¹ de DQO), nitrogênio e fósforo, o descarte inadequado do soro pode causar eutrofização de corpos hídricos e acidificação do solo. A aplicação da digestão anaeróbia permite a conversão eficiente desses resíduos em biogás, reduzindo a carga poluidora e promovendo a geração de energia renovável.
Além da produção de metano, estratégias como a fermentação acidogênica do soro seguida por processos fotoheterotróficos com microalgas têm sido propostas para valorizar os ácidos graxos voláteis gerados. Essa biomassa microalgal, rica em compostos de valor agregado, pode ser empregada na produção de biocombustíveis, antioxidantes e biofertilizantes. A recuperação de nutrientes como nitrogênio e fósforo pode ser realizada por precipitação de estruvita, fechando o ciclo de nutrientes e evitando a poluição ambiental. Essas abordagens estão alinhadas aos princípios da economia circular e reforçam o potencial da digestão anaeróbia como tecnologia de biorrefinaria sustentável.

## Etapas
São reconhecidos quatro estágios da digestão anaeróbia :
1. Hidrólise: estágio no qual as polimoléculas orgânicas são quebradas em moléculas padrão como açúcares, amino-ácidos, e ácidos graxos com a adição de grupos hidroxila.
2. Acidogênese: continuação de quebra em moléculas menores ocorrendo formação de ácidos graxos voláteis (ex. acético, propiônico, butírico, valérico) e produção de amônia, dióxido de carbono e H2S como subprodutos.
3. Acetogênese: moléculas simples da acidogênese são digeridas produzindo dióxido de carbono, hidrogênio e ácido acético.
4. Metanogênese: ocorre formação de metano, dióxido de carbono e água.